# Taeniophallus affinis
Taeniophallus affinis är en ormart som beskrevs av Günther 1858. Taeniophallus affinis ingår i släktet Taeniophallus och familjen snokar. Inga underarter finns listade i Catalogue of Life.
Arten förekommer i östra Brasilien från delstaten Piauí i norr till norra regioner i delstaten Rio Grande do Sul. Den vistas i låglandet och i bergstrakter upp till 1600 meter över havet. Taeniophallus affinis lever i skogar och i savannlandskapet Caatinga. Individerna är dagaktiva och de vistas på marken. Födan utgörs av masködlor, av andra ödlor och av grodor. Honor lägger ägg. Arten blir upp till 70 cm lång.
För beståndet är inga hot kända. IUCN kategoriserar arten globalt som livskraftig.